# Makasajština
Makaksajština je papuánský jazyk, kterým se mluví na Východním Timoru.

## Popis

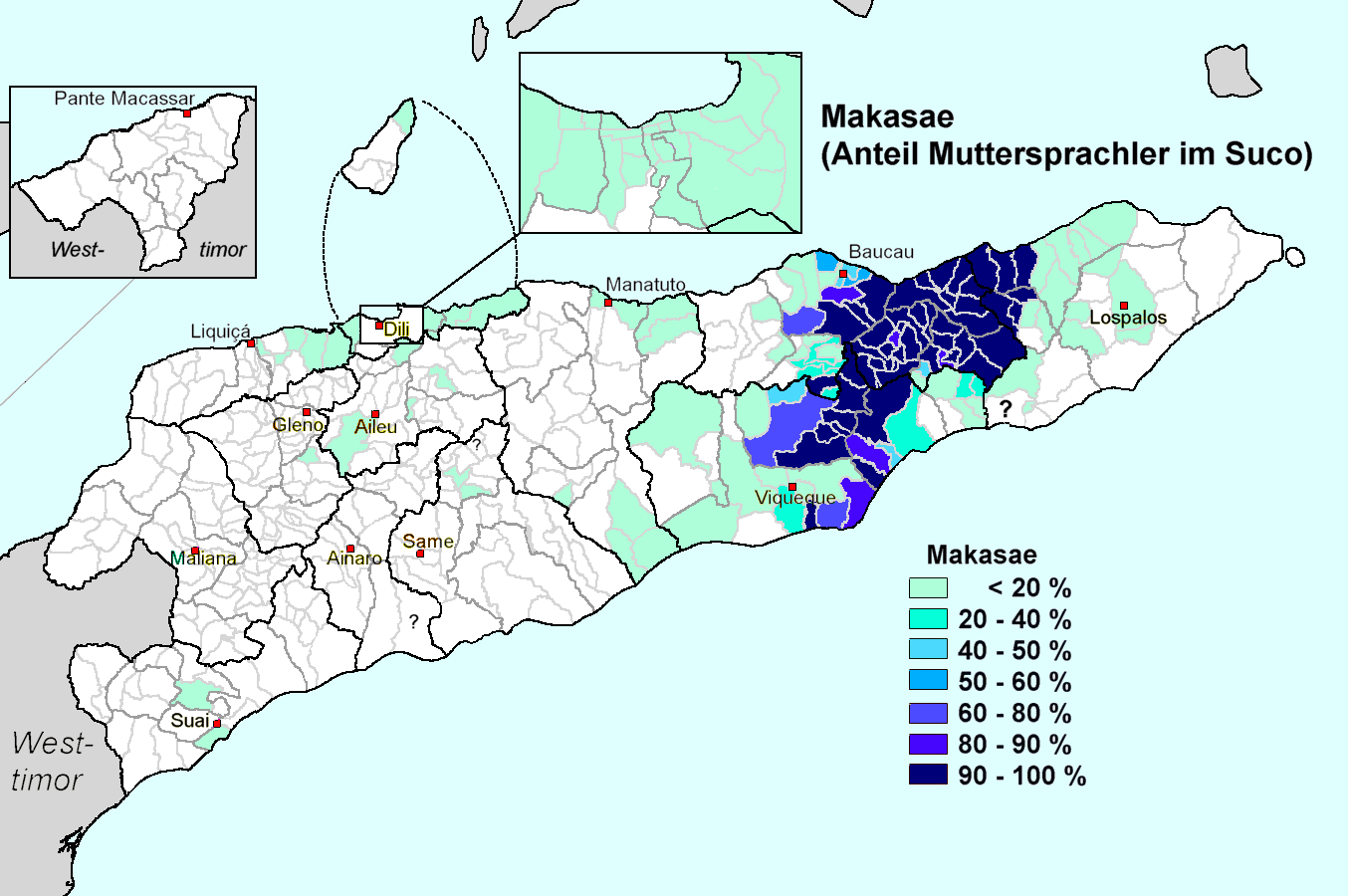
Rozšíření makasajštiny

Makasajština se řadí mezi trans-novoguinejské jazyky, což je největší jazyková rodina papuánských jazyků. Papuánské jazyky samy o sobě nejsou jazykovou rodinou, je to jen skupina vzájemně nepříbuzných jazykových rodin a izolovaných jazyků, kterými se mluví na jednom místě. Nejblíže příbuznými jazyky makasajštiny jsou ostatní východotimorské jazyky (častěji nazývané oiratsko-makasajské jazyky). Řadí se sem (kromě makasajštiny) jazyk oirata (používá ho asi 1200 lidí na ostrově Kisar v Indonésii) a jazyk fataluku, který se též používá na Východním Timoru. Nejspíše sem patřil i mrtvý jazyk rusenu. S počtem mluvčích přesahujícím 100 000 je to nejpoužívanější papuánský jazyk na západ od Nové Guineje.
Makasajsky se mluví ve východní části Východního Timoru, na západ od oblasti, kde se mluví již zmiňovaným jazykem fataluku, a to především v regionech Baucau a Viqueque.
Hlavními dialekty jsou makalero a sa'ane.